# ダルアー
座標: 北緯32度37分31秒 東経36度6分22秒 / 北緯32.62528度 東経36.10611度
ダルアー（ダラー、ダラア、ダラ、デラ、Daraa、Dera'a、アラビア語： درعا、Darʿā）はシリア南西部のダルアー県の県都。
ヨルダン国境の10km北にある。人口はおよそ75,000人。また人口6,000人ほどのパレスチナ人難民キャンプがある。

## 歴史
ダルアーの歴史はカナン人の時代まで遡る。古代エジプトの文書では、トトメス3世の治世のうち紀元前1490年から紀元前1436年までの間の記録にアタラア（Atharaa）の名で登場している。旧約聖書では、バシャンという王国のエドレイ（Edrei、後のアドラア Adraa）という都市が度々登場し、これが現在のダルアーである。
街の近くにはローマ劇場など、古代ローマ時代の遺跡もある。636年には近くで正統カリフ率いるイスラム国家とビザンティン帝国との決戦・ヤルムークの戦いが行われ、ムスリム側が大勝した。街の中のモスクは、アッバース朝時代の1253年に古代の建物の建材を使って建てられたものである。

## 交通
ダルアーは首都ダマスカスからヨルダン方面へ伸びる道と、内陸のボスラ方面へ伸びる道の交わる場所である。また1908年にはオスマン帝国がヒジャーズ鉄道を開通させたが、ダルアーはダマスカスからメディナへの本線と、地中海岸の港湾都市ハイファおよびアッコンへの支線、内陸のボスラへの支線が交わる場所となった。ハイファ方面への支線は1946年に廃線となっている。

## 産業
街の産業の基礎は農業で、周辺の農村からコムギやオオムギなどを集荷し、市場では農村からの客に生活物資を販売している。

## シリア内戦

### 2011年のデモ
2011年3月中旬頃からバッシャール・アル＝アサド体制への抗議デモが活発化。これに対して政府側は軍隊の投入を決め、同年4月25日未明に戦車を含む兵力にてダルアー市内に突入。多数の死傷者が出た。（ダルアー包囲戦）

### 2018年反政府勢力の撤退
シリア内戦時は、長らく反政府勢力側の支配下にあったが、2018年6月になると政府軍の反攻が始まり激しい交戦が行われた。同年7月6日、反政府側はダルアーを含むダルアー県の全ての都市からの撤退を決めた。